# نينو براون
نينو براون (بالإنجليزية: Nino Brown)‏ هو فنان أمريكي، ولد في 13 فبراير 1984 في ميامي في الولايات المتحدة.